# Islamia graeca
Islamia graeca is een slakkensoort uit de familie van de Hydrobiidae. De soort is endemisch in Griekenland.
De wetenschappelijke naam Islamia graeca is voor het eerst geldig gepubliceerd in 1973 door Radoman.